# Genil

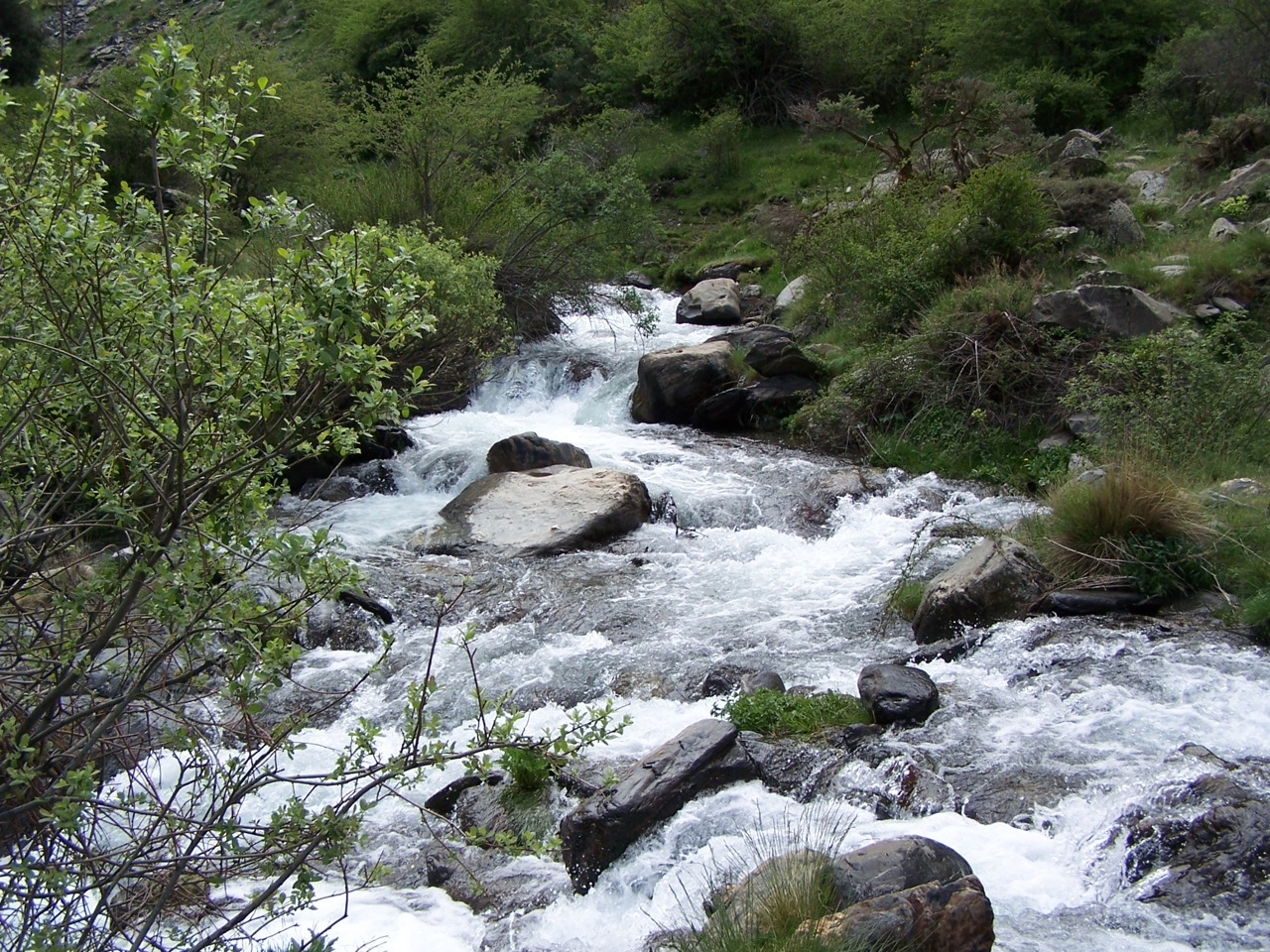
El riu Genil prop de la seva capçalera,a la província de Granada (Andalusia)

El Genil és un riu del sud-est d'Espanya. Neix a la província de Granada (Andalusia) amb la unió del riu Real i del Guarnón. Desemboca (ja a la província de Còrdova) al riu Guadalquivir, pel costat esquerre. El Genil és el principal afluent del Guadalquivir.
Els seus afluents més importants per cabal i extensió són el riu Cubillas amb capçalera en els Manantials de Deifontes, el riu Cacín, amb capçalera a la Serra d'Almijara, i el riu Cabra. Altres afluents del Genil són els rius Beiro, Monachil, Aguas Blancas, Darro i Dílar.

## Conca hidrogràfica
La conca hidrogràfica del Genil, depenent de la conca hidrogràfica del Guadalquivir, abasta una superfície de 8.278 km² i una longitud de més de 300 km. S'estén per les províncies de Granada, Jaén, Màlaga, Còrdova i Sevilla.

## Etimologia
L'origen etimològic del seu nom deriva del llatí Singilis, que els àrabs van transcriure com Sinyil, * Sannil i Sinnil, aquest últim nom (Sin=Cent, Nil=Nil) en al·lusió als nombrosos afluents que rep de Serra Nevada i que, en la seva confluència amb la Vega de Granada, gens havia d'envejar al riu Nil. Posteriorment es va anomenar Guadalxenil 'riu Xenil' para derivar a la seva forma diminutiva actual, riu Genil.